# Нгуен Тхи Хюен
Нгуе́н Тхи Хюе́н (вьет. Nguyễn Thị Huyền, 19 мая 1993, Намдинь, Вьетнам) — вьетнамская легкоатлетка, выступающая в беге на короткие и средние дистанции и барьерном беге. Участница летних Олимпийских игр 2016 года, двукратная чемпионка Азии 2017 года, шестикратная чемпионка Игр Юго-Восточной Азии 2015 и 2017 годов.

## Биография
Нгуен Тхи Хюен родилась 19 мая 1993 года во вьетнамской провинции Намдинь.
В 2012 году выиграла юниорский чемпионат Азии по лёгкой атлетике в Коломбо, победив в беге на 400 метров с барьерами с результатом 59,92 секунды.
В 2015 году завоевала три золотых медали на Играх Юго-Восточной Азии в Сингапуре. Нгуен первенствовала в беге на 400 метров (52,00), на 400 метров с барьерами (56,15) и эстафете 4х400 метров в составе сборной Вьетнама (3 минуты 31,46 секунды). В барьерном беге и эстафете установила новый рекорд Игр.
В 2016 году вошла в состав сборной Вьетнама на летних Олимпийских играх в Рио-де-Жанейро. В беге на 400 метров заняла 6-е место среди 8 участниц четвертьфинального забега с результатом 52,97, уступив 1,68 секунды попавшей в полуфинал с третьего места Флории Гуэй из Франции. В беге на 400 метров с барьерами заняла 7-е место среди 8 участниц четвертьфинального забега с результатом 57,87, уступив 1,61 секунды пробившейся в финал с четвёртого места Лоре Уэллс из Австралии.
В 2017 году завоевала две золотых медали чемпионате Азии по лёгкой атлетике в Бхубанешваре. Она победила в беге на 400 метров с барьерами (56,14) и эстафете 4х400 метров (3.33,22).
В том же году выиграла три золотых медали на Играх Юго-Восточной Азии в Куала-Лумпуре. Нгуен выиграла бег на 400 метров (52,48), на 400 метров с барьерами (56,06) и эстафету 4х400 метров (3.33,40). На барьерной 400-метровке установила рекорд Игр и Вьетнама.

## Личные рекорды
- Бег на 200 метров — 24,60 (16 августа 2012, Хошимин)[4]
- Бег на 400 метров — 52,00 (12 июня 2015, Сингапур)[4]
- Бег на 400 метров с барьерами — 56,06 (22 августа 2017, Куала-Лумпур)[4]
- Эстафета 4х100 метров — 45,74 (18 декабря 2014, Палембанг)[4]
- Эстафета 4х200 метров — 1.36,83 (9 декабря 2014, Намдинь)[4]
- Эстафета 4х400 метров — 3.31,46 (11 июня 2015, Сингапур)[4]